# Alpaida xavantina
Alpaida xavantina este o specie de păianjeni din genul Alpaida, familia Araneidae, descrisă de Levi, 1988. Conform Catalogue of Life specia Alpaida xavantina nu are subspecii cunoscute.